# Cal Planes (Sanaüja)
Cal Planes és un edifici del municipi de Sanaüja (Segarra) que forma part de l'Inventari del Patrimoni Arquitectònic de Catalunya.

## Descripció

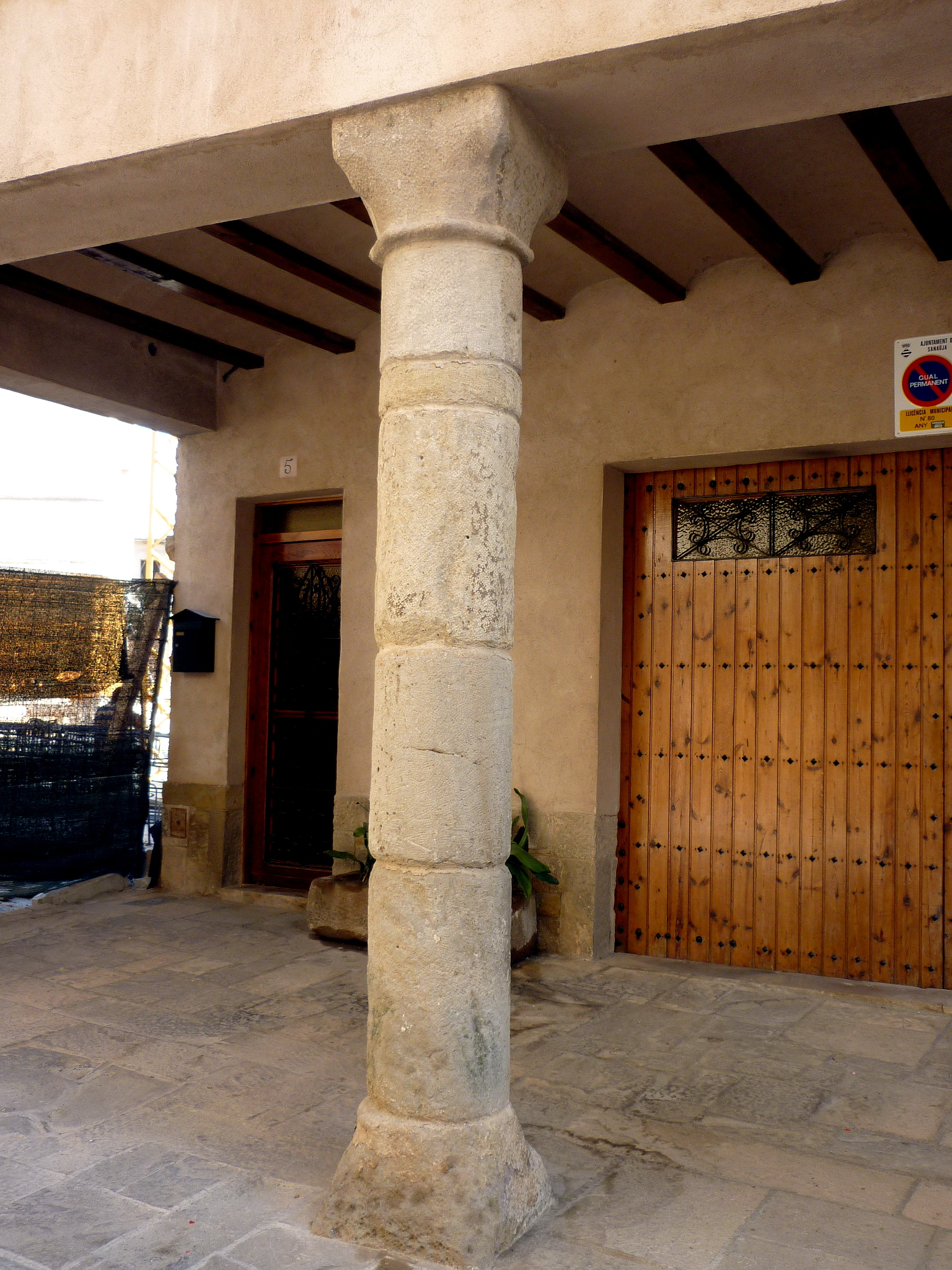
Columna central

És una casa situada a un dels carrers principals del nucli antic de Sanaüja, formada per planta baixa i dues plantes superiors, amb coberta a dues aigües, amb arrebossat exterior.
L'únic element destacable és la columna central de pedra circular, amb basament i capitell molt senzills amb el fust realitzat amb peces. A banda i banda trobem dos pilars fets aprofitant pedres d'una antiga construcció, intercalades per carreus moderns.
Actualment, tant la columna central com els dos pilars suporten l'estructura de l'actual Cal Planes, deixant un porxo inferior.